# Leiocephalus herminieri
Leiocephalus herminieri är en ödleart som beskrevs av Duméril och Bibron 1837. Leiocephalus herminieri ingår i släktet rullsvansleguaner och familjen Tropiduridae. IUCN kategoriserar arten globalt som utdöd. Inga underarter finns listade i Catalogue of Life.
Arten förekommer endemisk på Martinique i Västindien. Honor lägger ägg.